# Strobilomyia carbonaria
Strobilomyia carbonaria is een vliegensoort uit de familie van de bloemvliegen (Anthomyiidae). De wetenschappelijke naam van de soort is voor het eerst geldig gepubliceerd in 1948 door Ringdahl.